# Paragigagnathus insuetus
Paragigagnathus insuetus är en spindeldjursart som först beskrevs av Livshitz och Kuznetsov 1972.  Paragigagnathus insuetus ingår i släktet Paragigagnathus och familjen Phytoseiidae. Inga underarter finns listade i Catalogue of Life.